# لياندرو توريس
لياندرو توريس (بالإسبانية: Leandro Torres)‏ (4 نوفمبر 1988 في الأرجنتين - ) هو لاعب كرة قدم أرجنتيني في مركز الوسط. شارك مع منتخب الأرجنتين تحت 20 سنة لكرة القدم. أما مع النوادي، فقد لعب مع دينامو برست وسانتياغو واندررز وغودوي كروز ونادي إيميلك ونادي بلشينا بوبرويسك ونادي بوريرام يونايتد ونيولز أولد بويز وأتليتكو سان لويس ونادي كوكيمبو أونيدو.

## وصلات خارجية
- لياندرو توريس على موقع قاعدة بيانات كرة القدم.إي يو (الإنجليزية)
- لياندرو توريس على موقع Soccerway.com (الإنجليزية)
- لياندرو توريس على موقع AS.com (الإسبانية)